# Topher Grace
Christopher John „Topher” Grace (n. 12 iulie 1978) este un actor american. Este cunoscut pentru interpretare lui Eric Forman din sitcomul That '70s Show, Eddie Brock/Venom în filmul Spider-Man 3 regizat de Sam Raimi,  Carter Duryea în filmul Șef, și puțin mai mult! și Edwin în filmul Predators din 2010.

## Legături externe
- Topher Grace la Internet Movie Database
- IGN Films interview Arhivat în 15 mai 2006, la Wayback Machine. (22 decembrie 2004)
- About.com interview Arhivat în 15 mai 2006, la Wayback Machine. (January 2004)